# Jan Sterling (aktorka)
Jan Sterling, właśc. Jane Sterling Adriance (ur. 3 kwietnia 1921 w Nowym Jorku, zm. 26 marca 2004 w Los Angeles) – amerykańska aktorka.

## Życiorys
Gwiazda lat 40. i 50., znana szczególnie z filmu Billy Wildera As w potrzasku (1951) z udziałem Kirka Douglasa. Za rolę w Nocy nad Pacyfikiem (1954) otrzymała Złoty Glob oraz była nominowana do Oscara jako odtwórczyni roli drugoplanowej.
Niektóre inne filmy z jej udziałem:
- Johnny Belinda
- 1984
- Uwięziona
- Flesh and Fury
- Split Second
- The Human Jungle
- Women's Prison
- Female on the Beach
- Slaughter on Tenth Avenue